# Hans Graf (Pianist)

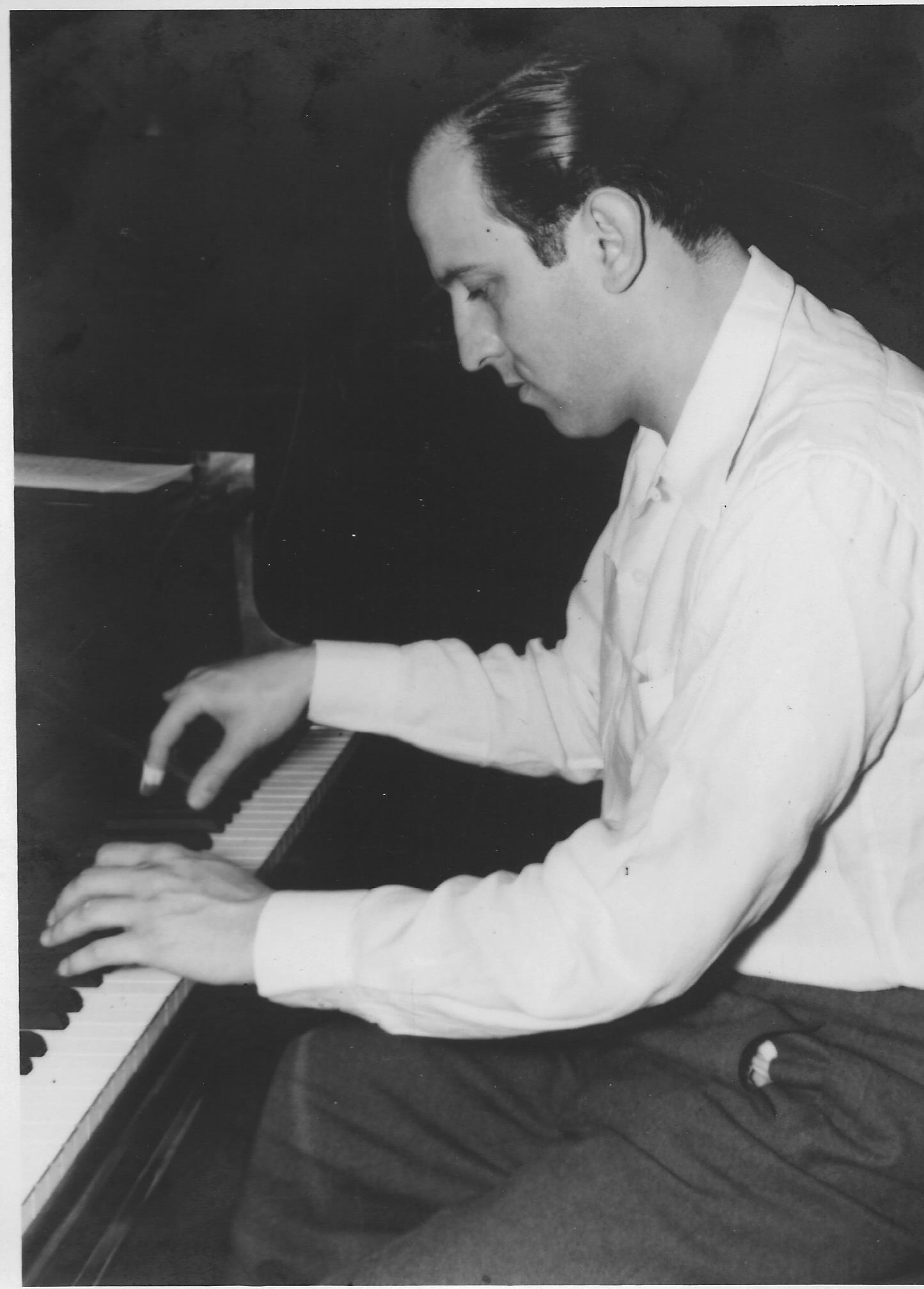
Hans Graf 1958

Hans Graf (* 16. März 1928 in Wien; † 9. Januar 1994 ebenda) war ein österreichischer Pianist und Pädagoge.

## Leben
Hans Graf wuchs als Sohn des Polizeijuristen Josef Graf (wirkl. Hofrat, 1895–1966) und der ehemaligen Gouvernante Rosa (Geburtsname Kramreiter; 1885–1959) in Wien auf. Schon als Kind erhielt er Klavier- und Geigenunterricht. Graf wurde als Gymnasiast in der Schlussphase des Krieges zur Luftabwehr eingezogen und versah in Langenzersdorf und Wien VI. (Esterházypark) seinen Dienst. 1946 legte er die Matura ab und begann gleich danach an der Technischen Hochschule ein Architekturstudium; nebenbei wurde er als Trompeter  Mitglied der „Technischen Tanz-Band“ (TTB), des Tanzorchesters der Technischen Hochschule.
1947 machte er die  Klavier-Aufnahmeprüfung an der damaligen Wiener Musikakademie, der heutigen Universität für Musik und darstellende Kunst Wien, und wurde Schüler Bruno Seidlhofers.
In der Folge brach Graf sein Architekturstudium ab, um sich vollständig der Musik zu widmen. Neben dem Klavierunterricht bei Seidlhofer nahm er auch Stunden bei Alfred Uhl in Kontrapunkt und Komposition. 1949 konnte er die erste Staatsprüfung ablegen und 1950 wurde er beim Internationalen Genfer Musikwettbewerb Finalist. Nachdem er 1951 auch die Reifeprüfung (Diplomprüfung) im Fach Klavier abgelegt hatte, debütierte er noch im selben Jahr mit einem Solo im Wiener Konzerthaus. In den nächsten Jahren gab er weitere Konzerte, 1952 bei der 4. Austragung des Concours Musical Reine Elisabeth in Brüssel, 1953 bei der allerersten Ausgabe des Internationalen Musikwettbewerbs der ARD in München, 1954 bei seiner zweiten Teilnahme am Internationalen Genfer Musikwettbewerb, wo er diesmal den 2. Preis erringen konnte, und 1956 erneut in Brüssel beim Concours Musical Reine Elisabeth, bei dem er neben Vladimir Ashkenazy, Lazar Berman, André Tchaikowsky, John Browning und Tamás Vasary zu den Finalisten gehörte.
Dazwischen heiratete er (1953) seine brasilianische Studienkollegin, die Pianistin Carmen Vitis-Adnet. Mit ihr zusammen übersiedelte er 1955 nach Rio de Janeiro, wo 1955 und 1958 die beiden Töchter Maria Beatriz und Clarissa zur Welt kamen. 1957 gründete er zusammen mit Hans-Joachim Koellreutter und anderen die Seminários de Música Pro-Arte do Rio de Janeiro. 1958 folgte er der Einladung Hans Sittners, nach Wien zurückzukehren, wo er dann bis zu seiner Pensionierung im Jahr 1991 an der Musikakademie eine Klavierklasse leitete. Ab 1963 lehrte er häufig als Dozent bei ähnlichen Institutionen in Europa (Sevilla, Bilbao, Porto), Südamerika und Japan. Auch als Juror bei internationalen Klavierwettbewerben trat er in Erscheinung, beispielsweise beim Santander Paloma O’Shea Klavierwettbewerbs und Arthur Rubinstein Contest. Er wirkte am von Josef Dichler und Richard Hauser initiierten Wiener Beethoven-Wettbewerb als Mitgestalter mit. Zweimal, 1971/72 und 1974/75, unterbrach er seine Wiener Lehrtätigkeit, um eine Gastprofessur an der Music School der Indiana University in Bloomington zu übernehmen. Nach einer 1985 überstandenen Herzoperation war er gezwungen, seine eigene Konzerttätigkeit einzuschränken. Im Jahr 1989 entstand jedoch eine weitere Aufnahme, die später als CD veröffentlicht wurde, welche eine Interpretation von Johann Sebastian Bachs „Kunst der Fuge“ in der vierhändigen Fassung Seidlhofers zusammen mit seiner Tochter Clarissa Graf Costa beinhaltete.

## Auszeichnungen
- Ehrenmitgliedschaft der Academia Lorenzo Fernandez (Rio de Janeiro)
- Ehrenmedaille der Bundeshauptstadt Wien in Silber (1988)
- Brasilianischer nationaler „Orden vom Kreuz des Südens“ (1988)
- Österreichisches Ehrenzeichen für Wissenschaft und Kunst